# Легенда о пианисте
«Легенда о пианисте» (итал. La leggenda del pianista sull'oceano — «Легенда о пианисте посреди океана», англ. Legend of 1900 — «Легенда о Тысяча-Девятисотом») — кинофильм итальянского режиссёра Джузеппе Торнаторе в жанре музыкальной драмы. Фильм снят по книге Алессандро Барикко «Новеченто» («Тысяча-Девятисотый»).
Это фильм-эпопея, ибо на одном-единственном корабле уместилась целая эпоха, целый мир. Удивительный мир музыки, дружбы, любви, страдания, проходящих перед глазами героев в течение многих лет. Это история гениального пианиста, родившегося и всю жизнь прожившего на корабле, курсирующем между Америкой и Европой, где он прославился игрой на рояле и ни разу не сошёл на берег. Повествование ведётся от лица его друга-трубача, игравшего с ним в оркестре, который представляет собою «ненадёжного рассказчика», что напрямую отражено в названии фильма.

## Сюжет
Трубач Макс Туни вынужден из-за проблем с деньгами продать свою любимую трубу. Когда он на прощание играет на ней в последний раз, продавец инструментов узнаёт в мелодии музыкальное произведение и показывает Максу сломанную пластинку, которую нашёл в старом концертном рояле. Макса обуревают воспоминания, и он рассказывает торговцу «Легенду о пианисте посреди океана»:
В новогоднее утро 1900 года, на борту океанского лайнера «Вирджинец», в коробке из-под лимонов найден младенец, которого называют Дэнни Будмен Т. Д. Лемон Новеченто. Воспитанный кочегаром Дэнни Будманом первые восемь лет своей жизни, мальчик проводит большую часть этого времени в машинном отделении корабля. После несчастного случая, в результате которого Дэнни погибает, Новеченто обнаруживает в себе музыкальный талант и тайно играет на рояле в бальном зале первого класса.
В последующие годы, он никогда не покидает корабль. Загадочным образом научившись играть на рояле, подросток играет в ресторанном оркестре, став настоящим виртуозом и развлекая публику. Там его связывает дружба с Максом, который неоднократно призывает его покинуть судно. Во время выступлений с группой Новеченто исполняет выдающиеся джазовые номера и со временем прославляется как джазовый пианист и за пределами трансатлантического парохода. Когда он всё-таки решается сделать свой первый шаг на твёрдую почву, «чтобы услышать голос океана», он внезапно останавливается посреди трапа и возвращается на судно. Как он позже объясняет Максу, он не мог видеть границы города (Нью-Йорка) и поэтому не мог покинуть корабль.
Макс узнаёт от музыкального торговца, что «Вирджинец» во время войны служил военным госпиталем, был списан и готовится к демонтажу в гавани. Он тщетно пытается убедить Новеченто, который всё ещё прячется на корабле, сойти с ним на берег. Новеченто отвечает, что его мир находится «между носом и кормой» и остаётся на корабле один. Пока Макс стоит на берегу и смотрит, «Вирджинца» взрывают.
Опустошенный Макс возвращает отремонтированную матрицу пластинки, которую он позаимствовал у музыкального торговца, чтобы с её помощью заставить Новеченто покинуть корабль. Он рассказывает продавцу конец своей истории. Наконец тот даёт Максу шанс начать всё заново и возвращает ему его старую трубу.

## В ролях
- Тим Рот — Новеченто (Дэнни Будмен Т. Д. Лемон 1900)
- Пруитт Тейлор Винс — Макс Туни
- Мелани Тьерри — девушка
- Билл Нанн — Дэнни Будман
- Кларенс Уильямс — Джелли Ролл Мортон
- Питер Вон — Попс, владелец магазина
- Ниал О’Брайэн — портовый мастер
- Габриэле Лавиа — фермер
- Вернон Нэрс — Фриц Херманн, руководитель группы
- Кори Бак — юный Тысяча-Девятисотый
- Харри Дитсон — капитан
- Михаил Коровкин — пассажир
- Хиткоут Уильямс — доктор Клаузерман

## Съёмочная группа
- Авторы сценария:
  - Джузеппе Торнаторе
  - Алессандро Барикко
- Режиссёр: Джузеппе Торнаторе
- Оператор: Лайош Кольтаи
- Композитор: Эннио Морриконе
- продюсеры:
  - Марко Хименц
  - Лаура Фаттори
  - Франческо Торнаторе

## Производство

### Создание
Большая часть фильма была снята в городе Одессе (Украина). Некоторые сцены были сняты на бывшей скотобойне в районе Тестаччо в Риме, где живописный силуэт корабля месяцами оставался виден из многих частей города.
На создание RMS Virginian, который действительно существовал, вдохновили корабли RMS Lusitania и RMS Mauretania, два знаменитых океанских лайнера-близнеца английской судоходной компании Cunard Line. Он, и его аналогичный корабль RMS Victorian, были первыми трансатлантическими лайнерами с газотурбинной силовой установкой и тремя гребными винтами. «Вирджинец» принадлежал британо-канадской судоходной компании Allan Line, был спущен на воду в 1905 году, с 1920 года дважды менял имя и владельца и был списан и разобран в Триесте, примерно в 1954 году. Этот корабль также сыграл ведущую роль в истории исторического затопления «Титаника» 15 апреля 1912 года: на самом деле он плыл в противоположном направлении примерно в 178 морских милях (чуть менее 330 километров) к северу от места катастрофы и, получив аварийные сигналы Титаника, он изменил курс, чтобы добраться до него, но первым на место прибыл RMS Carpathia, который спас 705 выживших.
Зал, где Новеченто играет на пианино, имеет купол, похожий на купол «Мавритании». Дизайн обстановки был поручен Бруно Чезари, обладателю премии «Оскар» за сценографию «Последнего императора» Бернардо Бертолуччи.

### Кастинг
На роль Джелли Ролла Мортона был выбран Кларенс Уильямс III, внук другого известного современного джазового композитора Мортона, Кларенса Уильямса.
В одной из финальных сцен фильма, в музыкальном магазине, изображен мужчина, который настраивает пианино: это Амедео Томмази, джазовый музыкант, сотрудничавший с Эннио Морриконе в создании саундтрека к фильму, для которого он сочинил знаменитый «Волшебный вальс».

## Саундтрек
Саундтрек к фильму, написанный Эннио Морриконе в течение почти года, состоит не менее чем из тридцати песен и в 2000 году получил «Золотой глобус» за лучший оригинальный саундтрек.
Первое расширенное издание было опубликовано в Италии в 1998 году. Однако записанные песни, такие как Big Foot Ham и Fingerbreaker, изначально написанные Джелли Роллом Мортоном, не включены в альбом.

## Интересные факты
Актёры Тим Рот и Кларенс Уильямс III никогда не играли на пианино, а Прюитт Тейлор Винс никогда не играл на трубе; пианистка Джильда Бутта исполнила все пьесы на фортепиано, а труба, играющая тему «Игра любви» в первых сценах, принадлежит Франческо «Чиччи» Сантуччи, уже первой трубе Рая и историческому итальянскому джазовому музыканту. Соло на электрогитаре в Lost Boys Calling исполняет Эдди ван Хален.
Итальянская театральная версия фильма более чем на 40 минут длиннее международной версии. Она не была опубликована за пределами Италии.

## Награды и номинации

### Награды
- 1999 — Премия «Давид ди Донателло»
  - Лучшая операторская работа — Лайош Кольтаи
  - Лучший дизайн костюмов — Маурицио Милленотти
  - Лучший режиссёрская работа — Джузеппе Торнаторе
  - Лучшая музыка — Эннио Морриконе
  - Лучший дизайн — Франческо Фригери
- 1999 — «Премия Европейской киноакадемии»
  - Лучшая операторская работа — Лайош Кольтаи
- 2000 — Премия «Золотой глобус»
  - Лучшая музыка к фильму — Эннио Морриконе

### Номинации
- 1999 — Премия «Давид ди Донателло»
  - Лучший фильм
  - Лучший сценарий — Джузеппе Торнаторе